# Андронов, Алексей Александрович
Алексе́й Алекса́ндрович Андро́нов (род. 21 августа 1975, Москва) — российский спортивный журналист, комментатор, автогонщик и телеведущий. Наибольшую известность получил как спортивный комментатор телеканала НТВ-Плюс. Пресс-атташе сборной России по футболу в 2002—2003 годах. Бронзовый призёр чемпионата России по авторалли 2007.

## Биография
Алексей Андронов родился в Москве 21 августа 1975 года. До окончания школы носил фамилию отца, выходца из Осетии, — Тхостов. Отец, Александр Шамилевич Тхостов — психотерапевт, заведующий кафедрой нейро- и патопсихологии факультета психологии МГУ имени М. В. Ломоносова. Дед — Николай Иванович Андронов, народный художник России.
Образование — неоконченное высшее: поступив на факультет журналистики, Алексей не смог получить диплом из-за загруженности на работе. Как корреспондент начинал в «Книжном обозрении», позже работал в газетах «Футбол-Экспресс», «Футбольный Курьер», «Спорт-Экспресс» и «Газета», а также в русской версии журнала SportWeek.
В 1995—2015 годах работал на НТВ и НТВ-Плюс. В Службу спортивных программ НТВ пришёл по приглашению Василия Уткина, которому для программы «Футбольный клуб» нужен был журналист, специализирующийся на немецкой Бундеслиге. Работал корреспондентом этой телепередачи.
В 1998—1999 годах был ведущим еженедельной обзорной программы «Европейская футбольная неделя» на каналах ТНТ и НТВ-Плюс Футбол. Затем, в 1999—2009 годах вёл информационно-аналитическую программу «Свободный удар» на НТВ-Плюс Футбол.
Комментировал трансляции с матчей Немецкой Бундеслиги, РФПЛ, Лиги Чемпионов, Лиги Европы, Кубка России, чемпионатов Европы 2000 (на «НТВ-Плюс» из Москвы и на украинском телеканале СТБ) и 2008 годов (на украинских телеканалах «Спорт-1» и «Спорт-2»), а также матчи Чемпионата мира-2002 в Японии и Южной Корее из Москвы. Работал комментатором биатлона на Олимпийских играх в 2002 и 2014 годах и бокса на Летних Олимпийских играх с 2000 по 2012 год. Также комментировал американский футбол.
В 2002—2003 годах работал пресс-атташе сборной России по футболу.
В 2004 году комментировал трансляции с чемпионата мира по автогонкам в классе «Формула-1» в паре с Алексеем Мочановым для украинского телеканала «Перший національний». С 2004 по 2010 год также вёл автоспортивную программу «Мир скорости» на НТВ-Плюс Спорт.
Вёл репортажи с финала Лиги чемпионов УЕФА в 2012 году и в 2013 году. С 2009 по 2015 год —  ведущий и участник обзоров футбольных еврокубков на основном канале НТВ.
Дважды — в 2011 и 2012 годах — получал приз имени Владимира Маслаченко как лучший футбольный комментатор НТВ-Плюс.
С ноября 2015 года — комментатор футбола на телеканале «Матч ТВ». В январе 2016 года Андронов вместе с рядом известных комментаторов был выведен за штат телеканала и переведён на гонорарную основу, а через месяц отстранён от «любой работы» на «Матч ТВ».
С мая 2016 по январь 2017 года — спортивный обозреватель «Дождя», ведущий программ «Спорт. Андронов» и «Спорт на Дожде». Также выступал в других информационных программах телеканала со своими репортажами.
С начала 2017 года комментатор на телеканале Viasat Sport. С февраля 2017 года — обозреватель, креативный продюсер газеты «Советский спорт». С начала февраля 2018 года также комментирует испанский футбол на интернет-канале «Сила ТВ».

## Предпочтения
Любимым футбольным комментатором называет Котэ Махарадзе. Клубные пристрастия связаны с ЦСКА (Москва), «Боруссией (Дортмунд)», «Динамо (Киев)» и «Аланией (Владикавказ)», однако в советское время болел за «Динамо (Тбилиси)». К любимым игрокам причисляет Лотара Маттеуса, Томаса Бролина, Марко Матерацци, Игоря Акинфеева.
Андронов известен поддержкой Евромайдана, Украины и оппозиционными взглядами по отношению к современной политике России.

## Резонансные эпизоды
- В 2010 году, после матча 8-го тура чемпионата России, в прямом эфире усомнился в весомости победы «Спартака» над «Амкаром», на что позже получил ответ от Валерия Карпина[38].
- В июне 2013 года вице-президент РФС Никита Симонян назвал комментатора Алексея Андронова «дилетантом», а его работу — «графоманией»[39][40]. Причиной инцидента стал утверждённый Российским футбольным союзом список 33 лучших игроков сезона, который Андронов счёл «смешным».
- В июне 2013 года Андронов сообщил в твиттере, что получил письмо из налоговых органов, из которого следует, что ФК «Рубин» представлял в налоговую инспекцию поддельные документы на футбольных комментаторов[41]. Вскоре из Казани пришло известие о том, что информация проверяется следственными органами Татарстана[42].
- В июле 2013-го был отстранён от ведения матчей с участием «Спартака», поскольку клуб воспользовался «правом вето» в отношении комментатора[43].
- В марте 2014-го заявил, что в издании «Спорт-Экспресс» существует цензура[44]. Поводом для такого заключения стало интервью Андронова, которое он дал программе «В конце тоннеля» на «СЭ-ТВ»: из беседы, по утверждению комментатора, были вырезаны многие обсуждаемые темы[45].
- На своей странице в соцсетях многократно выступал с нецензурной бранью и оскорблениями в адрес «русского мира», что вызвало в ноябре 2015 года большой общественный резонанс и заявление юриста Ильи Ремесло в Следственный комитет и Федеральную службу безопасности с просьбой проверить высказывания на соответствие российскому законодательству об экстремизме[46]. Андронов вынужден был закрыть доступ к своим страницам и принести публичные извинения[47].